# Зелінський Михайло
Зелінський Михайло (?—21 листопада 1918) — полковник Дієвої армії УНР (посмертно).

## Життєпис
Останнє звання у російській армії — поручик.
З 9 лютого 1918 р. — командир 1-ї сотні 2-го Запорізького куреня військ Центральної Ради (з 15 березня 1918 р. — полку). Згодом — командир 1-го Республіканського куреня 2-го Запорізького полісу Армії Української Держави. Восени 1918 р. був важко поранений у бою з червоними на кордоні з Радянською Росією, перебував на лікуванні у Києві. Після одужання виїхав до складу 2-го Запорізького полку. 
У час протигетьманського повстання, 17 листопада 1918 р., проїздив через станцію Ромодан, зайняту офіцерськими загонами. Був заарештований за причетність до 2-го Запорізького полку, що у той час підтримав повстання у Харкові. Розстріляний за відмову вступити в Офіцерські дружини. Після взяття Ромодану 2-м Запорізьким полком був перепохований у Полтаві. 
З наказу командувача Лівобережного фронту П. Болбочана Дієвої армії УНР посмертно був підвищений до рангу полковника.